# Élections législatives de 1997 dans le Jura
Les élections législatives françaises de 1997 se déroulent le 25 mai et le 1er juin 1997. Dans le département du Jura, trois députés sont à élire dans le cadre de trois circonscriptions.

## Élus
| Circonscription | Député sortant    | Parti | Parti    | Député élu ou réélu | Parti | Parti     |
| --------------- | ----------------- | ----- | -------- | ------------------- | ----- | --------- |
| 1re             | Jacques Pélissard |       | RPR      | Jacques Pélissard   |       | RPR       |
| 2e              | Jean Charroppin   |       | RPR      | Jean Charroppin     |       | RPR       |
| 3e              | Gilbert Barbier   |       | UDF (AD) | Dominique Voynet    |       | Les Verts |

## Résultats

### Résultats à l'échelle du département
| Parti          | Parti                               | Premier tour | Premier tour | Second tour | Second tour | Sièges |
| Parti          | Parti                               | Voix         | %            | Voix        | %           | Sièges |
| -------------- | ----------------------------------- | ------------ | ------------ | ----------- | ----------- | ------ |
|                | Parti socialiste                    | 16 699       | 14,39        | 36 303      | 29,62       | 0      |
|                | Les Verts                           | 15 441       | 13,30        | 25 847      | 21,09       | 1      |
|                | Parti communiste français           | 12 366       | 10,65        |             |             | 0      |
|                | Mouvement des citoyens              | 1 387        | 1,20         | 0           |             |        |
|                | Gauche plurielle                    | 45 893       | 39,54        | 62 150      | 50,72       | 1      |
|                |                                     |              |              |             |             |        |
|                | Rassemblement pour la République    | 24 595       | 21,19        | 40 050      | 32,68       | 2      |
|                | Union pour la démocratie française  | 12 404       | 10,69        | 20 347      | 16,60       | 0      |
|                | La Droite indépendante              | 4 817        | 4,15         |             |             | 0      |
|                | Divers droite                       | 1 114        | 0,96         | 0           |             |        |
|                | Droite parlementaire                | 42 930       | 36,99        | 60 397      | 49,28       | 2      |
|                |                                     |              |              |             |             |        |
|                | Front national                      | 18 873       | 16,26        |             |             | 0      |
|                | Génération écologie dont MÉI et GÉ  | 4 711        | 4,06         | 0           |             |        |
|                | Extrême gauche dont LO, AREV, et PT | 3 654        | 3,15         | 0           |             |        |
|                |                                     |              |              |             |             |        |
| Inscrits       | Inscrits                            | 174 366      | 100,00       | 174 356     | 100,00      | 3      |
| Abstentions    | Abstentions                         | 50 833       | 29,15        | 42 454      | 24,35       |        |
| Votants        | Votants                             | 123 533      | 70,85        | 131 902     | 75,65       |        |
| Blancs et nuls | Blancs et nuls                      | 7 472        | 6,05         | 9 355       | 7,09        |        |
| Exprimés       | Exprimés                            | 116 061      | 93,95        | 122 547     | 92,91       |        |

### Résultats par circonscription

#### Première circonscription (Lons-le-Saunier)
| Candidat       | Candidat                        | Parti          | Premier tour | Premier tour | Second tour | Second tour |  |
| Candidat       | Candidat                        | Parti          | Voix         | %            | Voix        | %           |  |
| -------------- | ------------------------------- | -------------- | ------------ | ------------ | ----------- | ----------- |  |
|                | Jacques Pélissard sortant réélu | RPR            | 14 629       | 37,48        | 22 255      | 52,98       |  |
|                | Yves Colmou                     | PS             | 9 954        | 25,5         | 19 751      | 47,02       |  |
|                | Luc Béjean                      | FN             | 5 394        | 13,82        |             |             |  |
|                | Sylviane Pernet                 | PCF            | 3 538        | 9,07         |             |             |  |
|                | Jean-Luc Mayet                  | MÉI            | 1 427        | 3,66         |             |             |  |
|                | Denis Conte                     | LDI (MPF)      | 1 075        | 2,75         |             |             |  |
|                | Dominique Revoy                 | LO             | 1 041        | 2,67         |             |             |  |
|                | Patrick Pierlot                 | AREV           | 856          | 2,19         |             |             |  |
|                | Maurice Girod                   | Divers droite  | 610          | 1,56         |             |             |  |
|                | Noëlle Doridant                 | Divers droite  | 504          | 1,29         |             |             |  |
|                |                                 |                |              |              |             |             |  |
| Inscrits       | Inscrits                        | Inscrits       | 60 470       | 100,00       | 60 465      | 100,00      |  |
| Abstentions    | Abstentions                     | Abstentions    | 18 570       | 30,71        | 15 420      | 25,5        |  |
| Votants        | Votants                         | Votants        | 41 900       | 69,29        | 45 045      | 74,5        |  |
| Blancs et nuls | Blancs et nuls                  | Blancs et nuls | 2 872        | 6,85         | 3 039       | 6,75        |  |
| Exprimés       | Exprimés                        | Exprimés       | 39 028       | 93,15        | 42 006      | 93,25       |  |

#### Deuxième circonscription (Saint-Claude)
| Candidat       | Candidat                      | Parti             | Premier tour | Premier tour | Second tour | Second tour |  |
| Candidat       | Candidat                      | Parti             | Voix         | %            | Voix        | %           |  |
| -------------- | ----------------------------- | ----------------- | ------------ | ------------ | ----------- | ----------- |  |
|                | Jean Charroppin sortant réélu | RPR               | 9 966        | 30,64        | 17 795      | 51,81       |  |
|                | Denis Vuillermoz              | PS                | 6 745        | 20,74        | 16 552      | 48,19       |  |
|                | René Bernard                  | FN                | 5 595        | 17,2         |             |             |  |
|                | Francis Lahaut                | PCF               | 3 400        | 10,45        |             |             |  |
|                | Jean-Louis Millet             | LDI (MPF)         | 2 326        | 7,15         |             |             |  |
|                | Michel Moreau                 | Divers écologiste | 2 121        | 6,52         |             |             |  |
|                | Gérard Roy                    | Les Verts         | 1 594        | 4,9          |             |             |  |
|                | Line Chanard                  | MDC               | 780          | 2,4          |             |             |  |
|                |                               |                   |              |              |             |             |  |
| Inscrits       | Inscrits                      | Inscrits          | 50 751       | 100,00       | 50 747      | 100,00      |  |
| Abstentions    | Abstentions                   | Abstentions       | 15 960       | 31,45        | 13 639      | 26,88       |  |
| Votants        | Votants                       | Votants           | 34 791       | 68,55        | 37 108      | 73,12       |  |
| Blancs et nuls | Blancs et nuls                | Blancs et nuls    | 2 264        | 6,51         | 2 761       | 7,44        |  |
| Exprimés       | Exprimés                      | Exprimés          | 32 527       | 93,49        | 34 347      | 92,56       |  |

#### Troisième circonscription (Dole)
| Candidat       | Candidat                | Parti          | Premier tour | Premier tour | Second tour | Second tour |  |
| Candidat       | Candidat                | Parti          | Voix         | %            | Voix        | %           |  |
| -------------- | ----------------------- | -------------- | ------------ | ------------ | ----------- | ----------- |  |
|                | Dominique Voynet élue   | Les Verts (PS) | 13 847       | 31,11        | 25 847      | 55,95       |  |
|                | Gilbert Barbier sortant | UDF (AD)       | 12 404       | 27,87        | 20 347      | 44,05       |  |
|                | Jean-Étienne Normand    | FN             | 7 884        | 17,71        |             |             |  |
|                | Michel Giniès           | PCF            | 5 428        | 12,20        |             |             |  |
|                | Jacques Perrot          | LDI (MPF)      | 1 416        | 3,18         |             |             |  |
|                | Jean Bordat             | GÉ             | 1 163        | 2,61         |             |             |  |
|                | Gilles Corot            | LO             | 896          | 2,01         |             |             |  |
|                | François Thorez         | MDC            | 607          | 1,36         |             |             |  |
|                | Jacques Berthault       | PT             | 500          | 1,12         |             |             |  |
|                | Jacques Fontaine        | AREV           | 361          | 0,81         |             |             |  |
|                |                         |                |              |              |             |             |  |
| Inscrits       | Inscrits                | Inscrits       | 63 145       | 100,00       | 63 144      | 100,00      |  |
| Abstentions    | Abstentions             | Abstentions    | 16 303       | 25,82        | 13 395      | 21,21       |  |
| Votants        | Votants                 | Votants        | 46 842       | 74,18        | 49 749      | 78,79       |  |
| Blancs et nuls | Blancs et nuls          | Blancs et nuls | 2 336        | 4,99         | 3 555       | 7,15        |  |
| Exprimés       | Exprimés                | Exprimés       | 44 506       | 95,01        | 46 194      | 92,85       |  |